# Dmytro Tereszczenko
Dmytro Jurijowycz Tereszczenko, ukr. Дмитро Юрійович Терещенко (ur. 4 kwietnia 1987) – ukraiński piłkarz, grający na pozycji pomocnika.

## Kariera piłkarska

### Kariera klubowa
W 2007 rozpoczął karierę piłkarską w białoruskim klubie Dniapro Mohylew. Na początku 2012 roku przeniósł się do innego białoruskiego klubu Dynama Mińsk, a w następnym roku do Biełszyny Bobrujsk. Na początku 2014 został piłkarzem Dniapra Mohylew. 25 stycznia 2018 przeszedł do FK Homel.